# Inserentenverzeichnis
Ein Inserentenverzeichnis ist eine Sammlung von Informationen, meist Kontaktmöglichkeiten, zu Unternehmen oder Personen, die Inserate aufgeben. Es dient in der Regel dazu, Lesern oder Nutzern einen Überblick über verschiedene Anbieter und deren Angebote zu verschaffen. Es ist typischerweise eine alphabetische Auflistung.

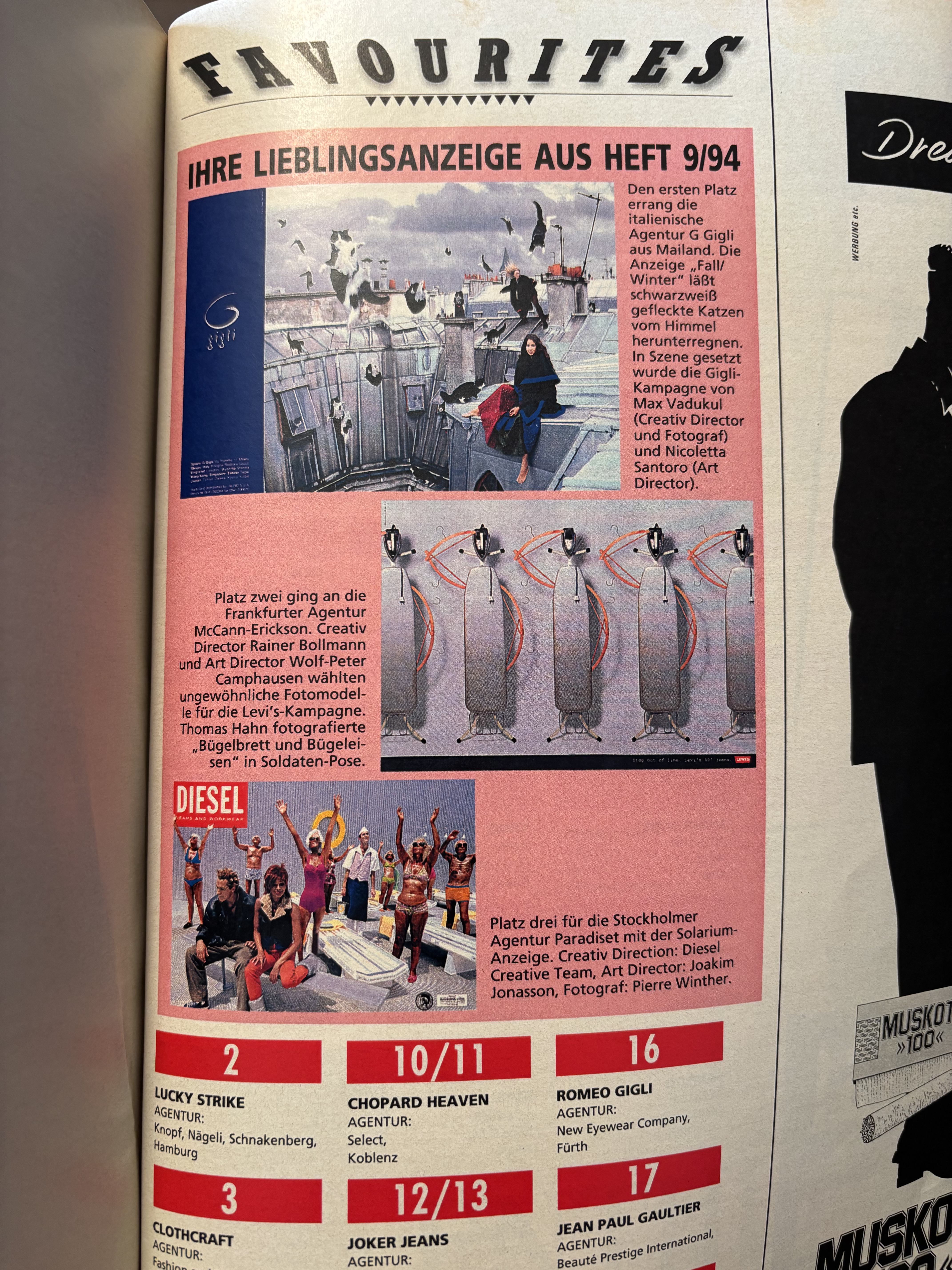
Inserentenverzeichnis des vorherigen Hefts als Beliebtheitswettbewerb

Es ist in vielen Fällen im hinteren Teil von gedruckten Zeitschriften oder Katalogen zu finden und kann bei Online-Plattformen auch als separate Rubrik geführt werden. Ein Inserentenverzeichnis dient oft dazu, den Werbetreibenden eine zusätzliche Sichtbarkeit zu verschaffen.